# Tim Krabbé
Tim Krabbé (* 13. April 1943 in Amsterdam; eigentlich Hans Maarten Timotheus Krabbé) ist ein niederländischer Schriftsteller, Schachmeister und Schachkuriositätensammler.

## Leben
Tim Krabbé entstammt einer Künstlerfamilie. Sein Vater Maarten Krabbé (1908–2005) war Kunstmaler, die Mutter Schriftstellerin und Übersetzerin. Sein Bruder Jeroen Krabbé ist ein bekannter Regisseur und Schauspieler, der Halbbruder Mirko Krabbé ist Künstler und Designer.
Nach dem Abitur 1960 studierte er Psychologie an der Universität von Amsterdam und arbeitete als Schauspieler und Journalist, bevor er sich vollständig der Schriftstellerei widmete. Seit 1967, dem Jahr, in dem sein Roman De werkelijke moord op Kitty Duisenberg erschien, schreibt er thematisch vielseitige Romane, Kurzgeschichten und journalistische Arbeiten. Seine Bücher wurden in 18 Sprachen übersetzt.
Der psychologische Spannungsroman Het Gouden Ei (deutsch: Das goldene Ei) aus dem Jahr 1984 erreichte in den Niederlanden in den ersten 20 Jahren eine Auflage von 185.000 Stück und ist häufiger Lektürestoff an niederländischen Gymnasien. Er wurde zweimal verfilmt: 1988 als niederländisch-französische Produktion Spurlos verschwunden von George Sluizer und 1993 als deren US-Remake Spurlos. Insgesamt entstanden sechs Filme nach Vorlagen Krabbés, zu zweien verfasste er das Drehbuch. 2009 schrieb Krabbé mit Een tafel vol vlinders das niederländische Boekenweekgeschenk.
In den Jahren 1967 bis 1972 gehörte Krabbé, ein leidenschaftlicher Schachspieler, zur erweiterten Spitze des niederländischen Schachs und nahm an Landesmeisterschaften teil. Er veröffentlichte drei Schachbücher: eine Biografie über den ehemaligen Schachweltmeister Bobby Fischer und zwei Sammlungen von Kuriositäten und Rekorden im Schach. Krabbé ist Komponist von Schachproblemen und Studien. Er popularisierte den vermeintlich legalen Zug Staugaard-Rochade unter dem Namen Pam-Krabbé-Rochade.

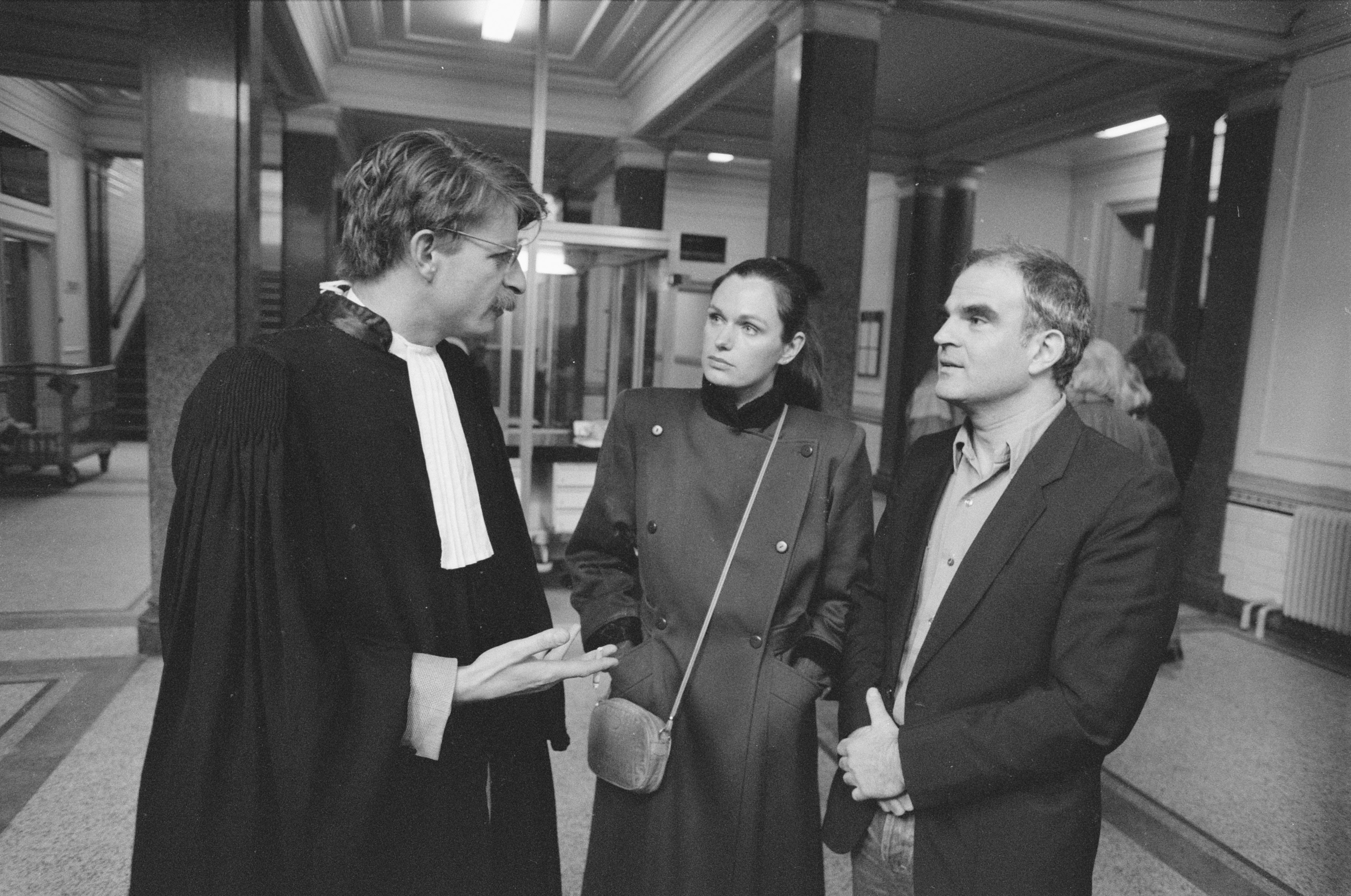
Tim Krabbé (rechts) 1988 neben seiner Ex-Frau Liz Snoijink

Mit fast 30 Jahren entdeckte Krabbé eine zweite Leidenschaft: den Radsport. In den folgenden acht Jahren bestritt er rund 600 Amateurrennen. 1977 nahm er am Tour du Mont Aigoual teil, einer Rundfahrt um den Mont Aigoual, die er im Folgejahr im autobiografischen Roman De Renner beschrieb. Das Buch wurde in den Niederlanden zu einem Klassiker des Sportromans. 2006 erschien es auf Deutsch unter dem Titel Das Rennen.
Krabbé war mit der Schauspielerin Liz Snoijink verheiratet und hat einen Sohn. Er lebt in Amsterdam.

## Auszeichnungen
- 1993 Schwedischer Krimipreis (International) für: De försvunna. Trevi, Stockholm 1993 (Originaltitel: Het gouden ei. Bert Bakker, Amsterdam 1984; dt.: Das goldene Ei. Volksblatt Verlag, Köln 1992)
- 1995 Gouden Strop (Niederlande) für Vertraging. Bert Bakker, Amsterdam 1994 (dt.: Verspätung. Limes, München 1998)

## Schriften

### Belletristik
- De werkelijke moord op Kitty Duisenberg (1967, Roman)
- Flanagan of het einde van een beest (1970, Roman)
- 15 goede gedichten (1973, Gedichte)
- Red Desert Penitentiary (1975, Roman)
- De Stad in het Midden (1978, Erzählung) (dt. Die Stadt in der Mitte, Köln 1993, ISBN 3-926949-15-5).
- De Renner (1978, Roman) (dt. Das Rennen, Leipzig 2006, ISBN 3-379-00848-6).
- 43 Wielerverhalen (1984, Erzählung)
- Het Gouden Ei (1984, Roman) (dt. Spurlos, München 1993, ISBN 3-453-06953-6; und Das goldene Ei, Leipzig 2004, ISBN 3-379-00814-1).
- De Man die de Babson task wilde maken (1986, Schach-Essay)
- De Matador (1991, Erzählung)
- Vertraging (1994, Roman) (dt. Verspätung, München 1998, ISBN 3-8090-2430-9).
- De Paardentekenaar (1995, Erzählung)
- De Grot (1997, Roman) (dt. Die Grotte, München 1999, ISBN 3-8090-2445-7).
- Kathy’s dochter (2002, Roman) (dt. Kathys Tochter, Leipzig 2004, ISBN 3-379-00818-4).
- Drie Slechte Schaatsers (2004, Novelle), (dt. Drei auf dem Eis, Leipzig 2005, ISBN 3-379-00856-7).
- Een goede dag voor de Ezel (2005, Roman)
- Marte Jacobs (2007,  Roman)
- Een Tafel vol Vlinders (2009, Roman, Boekenweekgeschenk)
- Wij zijn maar wij zijn niet geschift (2012, Non-Fiktion über den Amoklauf an der Columbine High School)

### Schach
- Fischer (1972), Biografie über (Bobby Fischer)
- Schaakkuriosa (1974) (dt. Schach-Besonderheiten. Kuriose, intelligente und amüsante Kombinationen, Band 1. ECON, Düsseldorf 1987, ISBN 3-612-20306-1).
- Nieuwe schaakkuriosa (1977) (dt. Schach-Besonderheiten. Kuriose, intelligente und amüsante Kombinationen, Band 2. ECON, Düsseldorf 1988, ISBN 3-612-20336-3).

## Verfilmungen
- Flanagan (1975) – Regie: Adriaan Ditvoorst
- De Paardentekenaar (1983) – Regie: Thijs Chanowski
- Red Desert Penitentiary (1984) – Regie: George Sluizer
- Spoorloos (1988, nach Het Gouden Ei) (dt. Spurlos verschwunden) – Regie: George Sluizer, Drehbuch: Tim Krabbé
- The Vanishing (1993, nach Het Gouden Ei) (dt. Spurlos) – Regie: George Sluizer
- De Grot (2001, nach De Grot) – Regie: Martin Koolhoven, Drehbuch: Tim Krabbé